# 杉尾登志光
杉尾 登志光（すぎお としみつ、1950年〈昭和25年〉 - ）は、日本のバリトン歌手。宮崎県宮崎市出身。徳島県を拠点とするクラシック音楽の声楽家、音楽指導者。NPO法人オペラ徳島代表。

## 経歴
宮崎県宮崎市出身。武蔵野音楽大学音楽学部声楽科を卒業。1977年に徳島文理大学音楽学部の非常勤講師に就任した。これまでに声楽を畑中良輔、大久保昭男、古川卓一、藤田昌克、牛腸征司、伊豆山教恵に師事した。森正指揮九州交響楽団によるベートーヴェン作曲「交響曲第9番」の独唱によってバリトン歌手としてデビューした。1995年、鳴門市ドイツ館で行われた国際平和フェスティバルで、徳島県有数の声楽家としてドイツリートと反戦歌「原爆を許すまじ」を歌った。
NPO法人オペラ徳島を長きにわたって牽引した。オペラ徳島は1997年に徳島県民オペラとして徳島市で発足し、1998年にオペラ徳島と改称し、1999年にNPO法人として認証された団体で、杉尾が代表を務める。他に鳴門市「第九を歌う会」指導委員、阿南少年少女合唱団常任指揮者、クレープマートル美馬指揮者などを歴任した。